# بهره خورشیدی

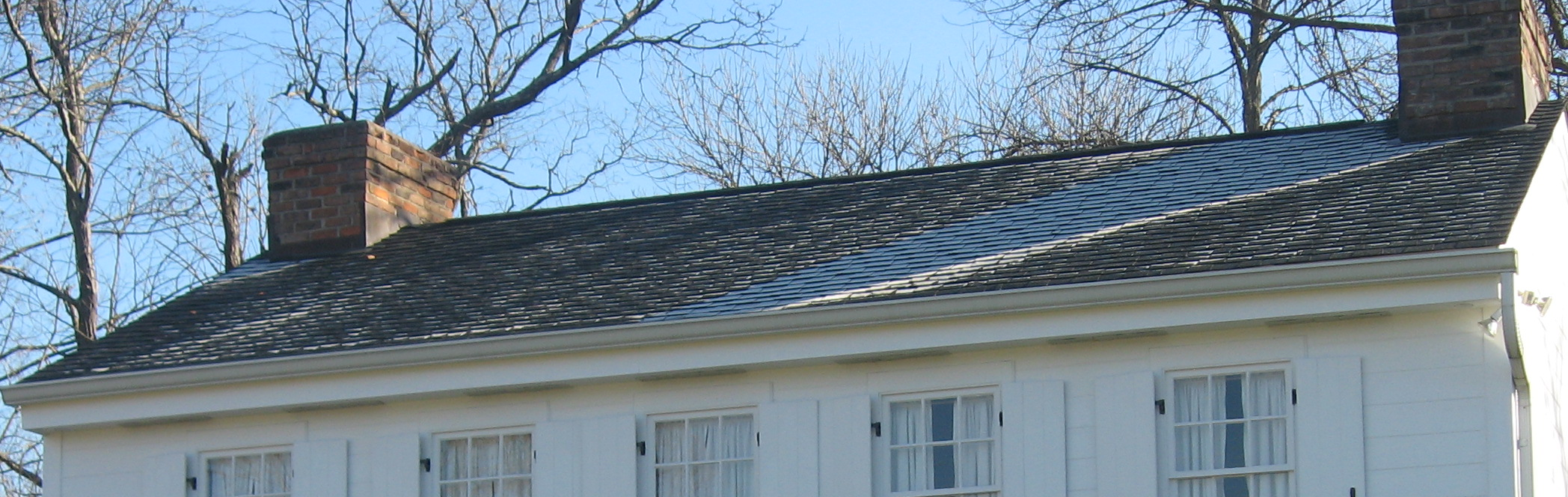
بهره خورشیدی به وسیله برف باقی‌مانده روی سقف این خانه نشان داده شده است، نور خورشید تمام برف را آب کرده به جز قسمتی در سمت راست که به وسیله دودکش در سایه قرارگرفته‌است.

بهره خورشیدی (انگلیسی: Solar gain)، (که به عنوان بهره حرارتی خورشیدی یا بهره غیر فعال خورشیدی نیز شناخته می‌شود) به افزایش دما در یک فضا، شیء یا ساختمان اشاره دارد که از تابش خورشیدی حاصل می‌شود. مقدار بهره خورشیدی با تداوم نور خورشید یا به وسیله هر ماده میانجیگری که بتواند تابش را منتقل یا در برابر آن مقاومت کند افزایش می یابد.
اشیائی که درمعرض نور خورشید قرار می‌گیرند، طول موج کوتاه نور را جذب می‌کنند و گرما را با طول موج بلندتراشعه فرو سرخ بازتاب می‌دهند، عبور تابش خورشید از چنین اشیائی باعث افزایش دما می‌شود. این اثر، اثر گلخانه ای، که به دلیل بهره خورشیدی که پشت شیشه گلخانه اتفاق می افتد به این نام خوانده می‌شود، از زمانی شناخته شد که در زمینه گرمایش جهانی شروع به کار شد.

## ضریب سایه
وقتی در مورد ویژگی درها، پنجره‌ها و سایه بان‌ها صحبت می‌کنیم، ضریب سایه به عنوان یک ویژگی رایج ذکر می‌شود. ضریب سایه مقدار انرژی خورشیدی را که از طریق پنجره‌ها عبور می‌کند اندازه‌گیری می‌کند.
- ارزش g ضریبی است که معمولاً در اروپا برای اندازه‌گیری میزان انرژی خورشید که از شیشه عبور می‌کند استفاده می‌شود، که در بعضی مقالات با عنوان فاکتور خورشیدی (%) از آن یاد می‌شود (۵۳%=۰/۵۳) به‌طوری‌که ۱ یا ۱۰۰% نشان دهنده بیشترین مقدار انرژی خورشیدی است که از آن می‌گذرد و ۰یا ۰% نشان دهنده پنجره‌ای بدون هیچگونه انتقال انرژی خورشیدی است.

برای تمام اهداف عملکردی به خصوص در کشورهایی مثل هند یا حتی برخی مناطق آسیایی که تابش خورشیدی وسیع و گرما وجود دارد بهتر است که فاکتور خورشیدی بهینه‌سازی شود به این معنا که شیشه‌ها با فاکتورهای خورشیدی بالاتر به گونه‌ای تنظیم شوند که بیشترین مقدار نور خورشید به قسمت‌های داخلی ساختمان وارد شود. از این رو اگر در ادارات مورد استفاده قرار گیرد، به‌طور قطع مصرف برق ناشی از نورپردازی مصنوعی در طول روز وجود نخواهد داشت و از آنجایی که ممکن است این ادارات دارای فضای کاری بزرگ باشند که در طول شب بسته اند، ساختمان می‌تواند بازده نور ۱۰۰%و در نتیجه کاهش مصرف انرژی داشته باشد. با این حال برای تمام کشورهای ناحیه جنوبی توصیه می‌شود که ارزش g از ۰/۴ یا ۴۰% تجاوز نکند.
- ضریب بهره حرارتی خورشیدی (SHGO) در ایالات متحده استفاده می‌شود و معمولاً به انتقال انرژی خورشیدی کل پنجره یا در مربوط می‌باشد و اجزاشامل : شیشه، مصالح به کار رفته در قاب ( چوب، آلومینیوم و غیره)، ارسی (در صورت وجود)، میله‌های سبک (در صورت وجود) و پنجره‌های توری دار (در صورت وجود) را مد نظر قرار می‌دهد.SHGO ممکن است تنها به عبور انرژی خورشیدی از شیشه مربوط باشد (گاهی به‌طور خاص ضریب دریافت گرمای خورشیدی مرکز شیشه نامیده می‌شود) که در آن صورت مشابه ارزش g است.
- SHGO در ایالات متحده به ضریب سایه (SC) برتری یافت. اما در و پنجره‌های قدیمی ممکن است همچنان به ضریب SC خود ارجاع داده شوند. SHGO = SC ×۰/۸۷ به‌طور تقریبی نشان دهنده رابطه بین SHGO  و SCمی باشد.

ارزش g  وSHGO در حد فاصل ۰ تا ۱ قرار می‌گیرند و مقدار پائین تر نشان دهنده دریافت خورشیدی کمتر است. ارزش‌های ضریب سایه از مجموع مقدار اولیه انتقال خورشیدی (ارزش T) و انتقال ثانویه محاسبه می‌شوند. انتقال اولیه در مقایسه با تابش خورشیدی کل، بخشی از تابش خورشیدی است که به‌طور مستقیم از طریق پنجره وارد ساختمان می‌شود (مقدارتابشی که پنجره دریافت می‌کند). انتقال ثانویه نیز در مقایسه با تابش خورشیدی کل، بخشی از انرژی خورشیدی است که به وسیله پنجره ( یا سایه بان) جذب شده‌است.

## پنجره‌ها و بهره حرارتی خورشیدی و اقلیم
در اقلیم‌های سرد و ترکیبی پنجره‌ها باید به گونه‌ای طراحی، اندازه بندی و موقعیت یابی شوند که در طول فصل گرم بهره حرارت خورشیدی در آن‌ها فراهم شود. به این منظور شیشه باید ضریب بهره حرارت خورشیدی نسبتاً بالایی داشته باشد و تا جایی که ممکن است نباید مانع بهره حرارت خورشیدی به خصوص در سمت آفتابگیر خانه شود. برای شیشه‌های سه جداره باید پنجره‌ای که ضریب حرارتی SHGO آن در محدوده ۰/۳۳ - ۰/۴۷ می‌باشد در نظر گرفته شود و برای شیشه‌های دو جداره ضریب حرارتی SHGO ۰/۴۲ - ۰/۵۵ در نظر گرفته شود (هرچه ضریب بالاتر باشد بهتر است).
تنظیم شیشه به منظور افزایش یا کاهش بهره خورشیدی کاری پیچیده است که باید به‌طور مناسب با موقعیت قرارگیری پنجره، استفاده از سایه بان‌ها (به خصوص در اقلیم‌های گرم و ترکیبی)، طاق نما‌ها، ایوان‌ها و دیگر عناصرمعماری تطابق داده شود.

## بهره خورشیدی و طراحی ساختمان
در زمینه طراحی ساختمان با سامانه غیرفعال خورشیدی، هدف طراح به‌طور معمول این است که در زمستان بهره حرارت خورشیدی در ساختمان را به حداکثر برساند(به منظور کاهش تجهیزات گرمایشی) و گرمای ساختمان را در تابستان کنترل کند (به منظور کاهش تجهیزات خنک‌کننده). جهت کنترل تغییرات دمایی در طول روز یا در روزهای مختلف، ممکن است از مصالح نگه دارنده گرما در ساخت ساختمان استفاده شود.
در سیستم‌هایی که مستقیماً به منظور بهره خورشیدی طراحی می‌شوند، ترکیبات و پوشش شیشه‌های ساختمانی را می‌توان به گونه‌ای دستکاری کرد که اثر گلخانه‌ای بهینه شود در حالی که سایز و موقعیت قرارگیری پنجره و سایه می‌تواند به گونه‌ای در نظر گرفته شود که بهره حرارتی بهینه شود. بهره حرارتی همچنین می‌تواند به وسیله سیستم‌های غیرمستقیم یا جداگانه به ساختمان منتقل شود.